# 田代まさしのお久しブリーフ
『田代まさしのお久しブリーフ』（たしろまさしのおひさしブリーフ）とは、2009年3月18日から同年9月9日まで動画共有サイト・zoomeで毎週水曜日に配信されていたバラエティ番組。田代まさしの冠番組である。

## 概要
三度の逮捕および一度目の懲役で、芸能界から引退していた元ラッツ&スターの田代まさしの芸能界復帰第一弾の番組だった。毎回ゲストを呼んでトークをしていた。

## 出演者
- 田代まさし
- 北村ヂン（聞き手）

## 内容
- お笑いリハビリ

田代の「お笑いの勘」を取り戻すため、スタッフお薦めの芸人を呼んでネタを披露してもらいトークをする。
- 珍コレクターさんいらっしゃい

変わったコレクションをしている人物をゲストに呼び、そのコレクションを紹介する。
- ○○の相談に答える

ゲストの悩みを聴いて田代が解決する。
- 今週の格言

番組の締めに、田代が作ったおもしろ格言などを披露。

## 配信リスト
| #  | 配信開始日     | 内容                                                              | ゲスト                       |
| -- | -------------- | ----------------------------------------------------------------- | ---------------------------- |
| 1  | 2009年 3月18日 | トーク                                                            | 小明                         |
| 2  | 3月26日        | お笑いリハビリ                                                    | 春田和幸                     |
| 3  | 4月1日         | お笑いリハビリ                                                    | 虹の黄昏                     |
| 4  | 4月8日         | お笑いリハビリ                                                    | 冷蔵庫マン                   |
| 5  | 4月15日        | 珍コレクターさんいらっしゃい 「バカレコード収集家」               | バカレコードブラザーズ       |
| 6  | 4月23日        | お笑いリハビリ                                                    | げんきいいぞう               |
| 7  | 5月7日         | 視聴者の質問に答える                                              | -                            |
| 8  | 5月13日        | 小明の相談に答える                                                | 小明                         |
| 9  | 5月20日        | お笑いリハビリ                                                    | レイパー佐藤                 |
| 10 | 5月27日        | 「非モテ大会議」の様子                                            | 小明                         |
| 11 | 6月3日         | 視聴者のお便りを紹介                                              | -                            |
| 12 | 6月10日        | お笑いリハビリ                                                    | 荒木巴                       |
| 13 | 6月17日        | お笑いリハビリ                                                    | 葉月パル                     |
| 14 | 6月24日        | 珍コレクターさんいらっしゃい 「エロメール添削家」                 | 赤ペン瀧川先生               |
| 15 | 7月1日         | お笑いリハビリ                                                    | クレイジードールズ           |
| 16 | 7月8日         | 視聴者のお便りを紹介                                              | -                            |
| 17 | 7月15日        | トーク                                                            | ぴんぽんず「最高」川本       |
| 18 | 7月23日        | お笑いリハビリ                                                    | 東郷淳                       |
| 19 | 8月6日         | お笑いリハビリ                                                    | 元氣安（WAHAHA本舗）         |
| 20 | 8月14日        | 視聴者のお便りを紹介                                              | -                            |
| 21 | 8月19日        | THE 抱きしめるズの相談に答える                                    | THE 抱きしめるズ 桜木ピロコ  |
| 22 | 8月28日        | お笑いリハビリ                                                    | シザー斉藤。（西口プロレス） |
| 23 | 9月2日         | 珍コレクターさんいらっしゃい 北村ヂンの「珍スポットコレクション」 | 小明                         |
| 24 | 9月9日         | 視聴者のお便りを紹介                                              | -                            |